# Élet (folyóirat)
Az Élet a 20. század első felében megjelent magyar katolikus irodalmi tudományos folyóirat.

## Története
Filozófiai, teológiai, egyháztörténeti, társadalmi és irodalomtudományi kérdések szerepeltek hasábjain. 1909-ben Possonyi László szerkesztésében indult meg a kiadása. 1918-ig hetenként jelent meg, míg 1919-ben a kommün miatt csak 14 szám. 1921 októberétől 1931-ig kéthetenként adták ki, majd hároméves szünet után, 1935 januárjától 1944. augusztus végéig, a lap megszűnéséig, ismét hetenként. Munkájában Sík Sándor papköltő is aktívan részt vett,

## Állományadatok[1]
Összesen 31 866 oldal
- 1909. január–június (1. évfolyam, 1–26. szám)
- 1909. július–december (1. évfolyam, 27–52. szám)
- 1910. január–június (2. évfolyam, 1–26. szám)
- 1910. július–december (2. évfolyam, 27–52. szám)
- 1911. január–június (3. évfolyam, 2–26. szám)
- 1911. július–december (3. évfolyam, 27–53. szám)
- 1912. január–június (4. évfolyam, 1–26. szám)
- 1912. július–december (4. évfolyam, 27–49. szám)
- 1913. január–június (5. évfolyam, 1–26. szám)
- 1913. július–december (5. évfolyam, 27–52. szám)
- 1914. január–június (6. évfolyam, 1–26. szám)
- 1914. július–december (6. évfolyam, 27–52. szám)
- 1915. január–június (7. évfolyam, 1–26. szám)
- 1915. július–december (7. évfolyam, 27–52. szám)
- 1916. január–június (8. évfolyam, 1–26. szám)
- 1917. július–december (9. évfolyam, 28–52. szám)
- 1918. január–június (10. évfolyam, 1–26. szám)
- 1918. július–december (10. évfolyam, 26–51. szám)
- 1919. január–április (11. évfolyam, 1–14. szám)
- 1921. október–december (12. évfolyam, 1–6. szám)
- 1922 (13. évfolyam, 1–26. szám)
- 1923 (14. évfolyam, 1–25. szám)
- 1924 (15. évfolyam, 1–24. szám)
- 1925 (16. évfolyam, 1–26. szám)
- 1926 (17. évfolyam, 1–26. szám)
- 1927 (18. évfolyam, 1–25. szám)
- 1930 (21. évfolyam, 1–25. szám)
- 1931 (22. évfolyam, 1–26. szám)
- 1935. január–június (26. évfolyam, 1–26. szám)
- 1935. július–december (26. évfolyam, 27–52. szám)
- 1936. január–június (27. évfolyam, 1–26. szám)
- 1936. július–december (27. évfolyam, 27–52. szám)
- 1937. január–június (28. évfolyam, 1–26. szám)
- 1937. július–december (28. évfolyam, 27–52. szám)
- 1938. január–június (29. évfolyam, 1–26. szám)
- 1938. július–december (29. évfolyam, 27–52. szám)
- 1939. január június (30. évfolyam, 1–26. szám)
- 1939. július–december (30. évfolyam, 27–52. szám)
- 1940. január–június (31. évfolyam, 1–27. szám)
- 1940. július–december (31. évfolyam, 28–53. szám)
- 1941. január–június (32. évfolyam, 1–26. szám)
- 1941. július–december (32. évfolyam, 27–52. szám)
- 1942. január–június (33. évfolyam, 1–26. szám)
- 1942. július–szeptember (33. évfolyam, 27–39. szám)
- 1943. március–június (34. évfolyam, 13–26. szám)
- 1943. július–december (34. évfolyam, 27–52. szám)
- 1944 (35. évfolyam, 1–35. szám)